# 適合半羽花介
適合半羽花介（学名：Hemicytherura apta）为尾花介科半羽花介屬下的一个种。